# Vertice inter-coreano di maggio 2018
Il vertice inter-coreano di maggio 2018 è stato il secondo vertice inter-coreano nel 2018.
Il 26 maggio Kim e Moon si sono incontrati di nuovo nell'Area di sicurezza congiunta, questa volta nella parte nordcoreana nella Casa della pace inter-coreana nel Padiglione dell'unificazione. L'incontro richiese due ore e, a differenza di altri vertici, non venne annunciato pubblicamente in anticipo. Le foto distribuite dall'ufficio presidenziale della Corea del Sud hanno mostrato che Moon arriva sul lato settentrionale del villaggio della tregua di Panmunjom e stringe la mano alla sorella di Kim, Kim Yo-jong, prima di sedersi con Kim per il loro vertice. Moon era accompagnato dal suo capo spia, Suh Hoon, mentre Kim era affiancato da Kim Yong-chol, un ex capo dell'intelligence militare che ora è vicepresidente del comitato centrale del partito al governo nordcoreano, incaricato delle relazioni inter-coreane. L'incontro è stato in gran parte incentrato sul prossimo vertice del capo nordcoreano Kim Jong Un con il presidente degli Stati Uniti Donald Trump. Kim e Moon si abbracciarono anche prima che Moon tornasse in Corea del Sud. Il 27 maggio, Moon dichiarò in un discorso pubblico che lui e Kim avessero accettato di incontrarsi di nuovo "in qualsiasi momento e in qualsiasi luogo" senza alcuna formalità e che il capo nordcoreano ancora una volta si è impegnato a denuclearizzare la penisola coreana in conformità con la Dichiarazione di Panmunjom.

## Agenda

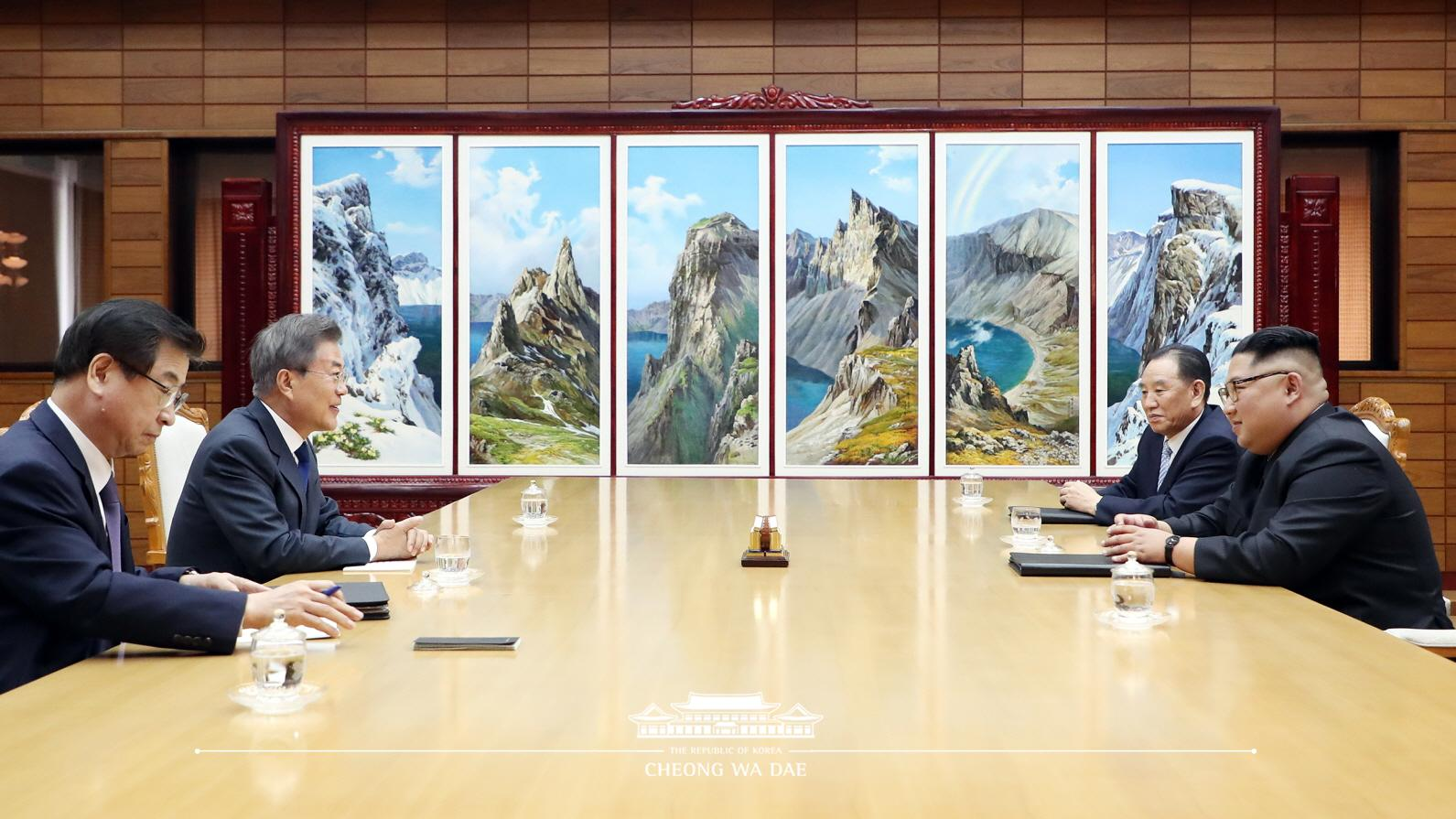
Moon e Kim che parlano al vertice

I due capi della Corea del Nord e del Sud si scambiarono le loro opinioni sulle questioni e le soluzioni per il vertice Trump-Kim dato che Trump cancellò bruscamente il vertice USA-Corea del Nord del 12 giugno. L'agenda principale dell'incontro stava cercando di riportare il vertice degli Stati Uniti sulla strada giusta e continuare a proseguire i colloqui di denuclearizzazione.

## Incontro
Il secondo vertice del 2018 venne dal suggerimento di Kim Jong-un in un vorticoso preavviso di 24 ore, ma Moon Jae-in accettò l'invito di Kim secondo l'agenda nucleare critica tra Nord e Sud Corea. Moon Jae-in aveva espresso la sua convinzione e discusse con Kim Jong Un sulla volontà di Kim di unirsi agli interventi nucleari con Trump. Moon e Kim concordarono di convocare anche colloqui inter-coreani di alto livello il 1º giugno, seguiti da colloqui tra autorità militari per allentare le tensioni militari e i colloqui della Croce Rossa per il ricongiungimento delle famiglie separate. Entrambi i leader accettarono di accelerare l'attuazione della Dichiarazione Panmunjom e di incontrarsi di nuovo "in qualsiasi momento e in qualsiasi luogo" senza formalità.

## Conseguenze
Durante la riunione del 1º giugno, i funzionari di entrambi i paesi concordarono di andare avanti con i colloqui militari e della Croce Rossa. Entrambe le Coree accettarono di riaprire un ufficio di collegamento situato all'interno di un parco industriale a Kaesong, che era stato gestito congiuntamente dai paesi come zona economica fino a quando il Sud non lo chiuse nel febbraio 2016 dopo un test nucleare nordcoreano. I primi colloqui con la Croce Rossa e le forze militari si sono svolti nella località nordcoreana di Monte Kumgang il 22 giugno 2018 e durante i colloqui è stato concordato che le riunioni familiari che erano state annullate nel 2015 sarebbero riprese tra il 20 e il 26 agosto 2018.
I primi sindacati di famiglia dalla fine della guerra di Corea ebbero luogo il 20 agosto, quando circa 330 sudcoreani di 89 famiglie, molti in sedia a rotelle, abbracciarono 185 parenti separati dal nord nella località di Mount Kumgang, conosciuta anche come Diamond Mountain. I membri sudcoreani di queste famiglie sono tornati a casa il 22 agosto. Tra il 24 agosto e il 26 agosto, un secondo round di riunioni familiari è avvenuto quando un totale di 326 sudcoreani di 81 famiglie si sono recati sul Monte Kumgang per incontrare quasi 100 dei loro parenti separati da lungo tempo dal Nord. Il 14 settembre, l'ufficio di collegamento inter-coreano aprì presso la sede del parco Kaesong.

### Vertice di settembre 2018
Il 13 agosto, è stato annunciato che un terzo vertice inter-coreano del 2018 si terrà nella capitale nordcoreana di Pyongyang a settembre. L'incontro è stato progettato per sfruttare tutto ciò che è stato realizzato nei precedenti due vertici. Ri Son Gwon, il capo della delegazione nordcoreana disse ai giornalisti che era già stata fissata una data specifica per il vertice, ma che volevano "mantenere i giornalisti meravigliati." Il 31 agosto è stato annunciato che il presidente della Corea del Sud Moon Jae-In avrebbe inviato una delegazione speciale alla Corea del Nord il 5 settembre per tenere più colloqui sul nucleare e organizzare il vertice. La delegazione è arrivata in Corea del Nord come da programma. È stato stabilito che il vertice si sarebbe tenuto per tre giorni e si sarebbe svolto tra il 18 e il 20 settembre. Il vertice è stato ufficialmente tenuto nelle date programmate.